# Kinas riksvapen
Kinas riksvapen (中华人民共和国国徽), som antogs 1950, visar Himmelska fridens port (ingången till Den förbjudna staden) norr om Himmelska fridens torg i Beijing, där Mao Zedong i oktober 1949 proklamerade Folkrepubliken Kina. Runt om syns ris- och veteax, samt ett kugghjul, symboliserande jordbruket och industrin. Över porten de fem stjärnorna från den kinesiska flaggan, vars röda färg, en symbol för kommunismen, också går igen i statsvapnet. De fyra mindre stjärnorna symboliserar fyra av de klasser som maoismen delade in samhället i: arbetare, bönder, intellektuella och småborgare. Dessa fyra klasser samlas runt den stora stjärnan, som symboliserar Kinas kommunistiska parti KKP.